# Gainward
Gainward — производитель компьютерного аппаратного обеспечения, специализирующийся на выпуске видеокарт. Видеокарты компании ранее использовали исключительно чипсеты Nvidia. Однако после успешного старта серии ATI 4800, компания объявила о производстве видеокарт на базе ATI. Продукты Gainward известны поддержкой функций разгона. Были выпущены видеокарты с 20-пиксельным конвейером 7800GS AGP с 512 МБ памяти (на базе ядра G70) и 24-пиксельным конвейером 7800GS+ AGP 512 МБ памяти (на базе ядра G71 7900GT).
Gainward прославилась своей серией графических карт Golden Sample. Эти карты разгонялись относительно стандартных характеристик и тестировались перед продажей, для гарантии качества для потребителей. Текущий представитель этой серии — nVidia 7900GS, 7900GT, 7950GT и 8800GT. Одно время карты Golden Sample продавались с ваучером игры «Free 2 Choose», позволяющими загружать игры с сайта www.gainwardgamingzone.com. В настоящий момент карты серии Golden Sample комплектуются бесплатными играми.
В истории компании был промежуток, когда она не выпускала новых продуктов, однако затем она возобновила выпуск новых моделей с появлением GeForce 8800 GTS, которые вернули компанию в группу лидеров отрасли, наряду с Gigabyte и PNY.
С 2005 компания Gainward входит в состав Palit Group.